# 奧茲季夫
50°40′57″N 25°12′14″E / 50.68250°N 25.20389°E
奧茲季夫（烏克蘭語：Оздів），是烏克蘭的村落，位於該國西部沃倫州，由盧茨克區負責管轄，始建於1799年，面積1.49平方公里，海拔高度188米，2001年人口490，人口密度每平方公里329.97人。